# Pițigoi cu sprânceană albă
Pițigoiul cu sprâncene albe (Poecile superciliosus, anterior Parus superciliosus) este o specie de pasăre din familia pițigoilor Paridae. Este endemică în pădurile de munte din centrul Chinei și Tibet.
Are 13,5-14 cm lungime, cu o greutate de 10-12 g. Modelul penajului este foarte asemănător cu cel al Poecile gambeli din vestul Americii de Nord. Diferă prin pieptul și obrajii brun-ruginiu, nu alb, și având o sprânceană albă mai lungă și mai clar definită; spatele este, de asemenea, un maro mai bogat, nu cenușiu-brun (del Hoyo et al. 2007).
Se reproduce în pădurile de arbuști alpini de Berberis, Rhamnus, Rhododendron și Salcie la 3.200–4.235 m altitudine, coborând iarna la niveluri puțin mai joase unde apare în pădurile de conifere, în principal Picea. Cuibărește pe pământ, în crăpăturile stâncilor sau în vizuini vechi ale rozătoarelor (del Hoyo et al. 2007).